# John Korir
John Korir (2 de diciembre de 1996) es un deportista keniano que compite en atletismo, especialista en la prueba de maratón. Obtuvo dos victorias en los Grandes Maratones: Chicago (2024) y Boston (2025).